# Умножение вектора на число

Справа исходный вектор a умножен на положительное число 2, а слева — на отрицательное число −1

Умноже́ние ве́ктора на число́, или умножение вектора на скаля́р — операция, ставящая в соответствие вектору и числу (скаляру) другой коллинеарный вектор — произведение вектора на это число. При этом произведение вектора и числа в случае ненулевых сомножителей — новый вектор, у которого}:
- модуль равен произведению модуля исходного вектора на абсолютную величину числа;
- направление, совпадающее с направлением исходного вектора, если число положительно, и противоположное, если число отрицательно.

Обозначение произведения вектора {\displaystyle \mathbf {a} } и скаляра {\displaystyle \lambda } следующее:
{\displaystyle \mathbf {a} \lambda } или {\displaystyle \lambda \mathbf {a} .}
В итоге получаем:
{\displaystyle |\lambda \mathbf {a} |=|\mathbf {a} \lambda |=|\lambda ||\mathbf {a} |.}
Произведение вектора и числа равно нулевому вектору тогда и только тогда, когда хотя бы один из сомножителей равен нулю:
{\displaystyle \lambda \mathbf {0} =0\mathbf {a} =\mathbf {0} .}
Существуют два действия, обратных умножению вектора на число:
- деление вектора на число➤;
- деление вектора на вектор➤.

## Определение
Умножение вектора на число — операция, ставящая в соответствие вектору и числу другой коллинеарный вектор — произведение вектора на это число.

Умножение вектора a на целое положительное число n

Умножение вектора a на целое отрицательное число -n

Умножение вектора {\displaystyle \mathbf {a} } на целое положительное число {\displaystyle n} равно сложению вектора {\displaystyle \mathbf {a} } с самим собою {\displaystyle n} раз. В результате возникает новый вектор {\displaystyle n\mathbf {a} } с тем же направлением, что и исходный, но в {\displaystyle n} раз большим модулем:
{\displaystyle n\mathbf {a} =\underbrace {\mathbf {a} +\mathbf {a} +\cdots +\mathbf {a} } _{n~~{\text{слагаемых}}}.}
Тогда умножение вектора {\displaystyle \mathbf {a} } на целое отрицательное число {\displaystyle -n} равно умножению противоположного вектора {\displaystyle -\mathbf {a} } на абсолютную величину целого числа {\displaystyle |-n|=n}:
{\displaystyle (-n)\mathbf {a} =n(-\mathbf {a} ).}
Другими словами, в результате возникает новый вектор {\displaystyle -n\mathbf {a} } с направлением, противоположным исходному вектору {\displaystyle \mathbf {a} } и в {\displaystyle n} раз большим модулем.
Обобщая, получаем, что произведение вектора и числа в случае ненулевых сомножителей — новый вектор, у которого:
- модуль равен произведению модуля исходного вектора на абсолютную величину числа;
- направление, совпадающее с направлением исходного вектора, если число положительно, и противоположное, если число отрицательно.

Обозначения произведения вектора {\displaystyle \mathbf {a} } и скаляра {\displaystyle \lambda }:
{\displaystyle \mathbf {a} \lambda } или {\displaystyle \lambda \mathbf {a} .}
Отсюда следует, что модуль произведения вектора и скаляра равен произведению их модулей:
{\displaystyle |\lambda \mathbf {a} |=|\mathbf {a} \lambda |=|\lambda ||\mathbf {a} |.}
Произведение вектора и числа равно нулевому вектору тогда и только тогда, когда хотя бы один из сомножителей равен нулю:
{\displaystyle \lambda \mathbf {0} =0\mathbf {a} =\mathbf {0} .}

## Законы умножения на скаляр
Три закона умножения вектора на скаляр те же самые, что и законы умножения чисел:
- переместительности (коммутативность):

{\displaystyle \lambda \mathbf {a} =\mathbf {a} \lambda };
- сочетательности (ассоциативность):

{\displaystyle \lambda (\mu \mathbf {a} )=(\lambda \mu )\mathbf {a} };
- распределительности (дистрибутивность):

{\displaystyle (\mathbf {a} +\mathbf {b} )\lambda =\mathbf {a} \lambda +\mathbf {b} \lambda };
{\displaystyle (\lambda +\mu )\mathbf {a} =\lambda \mathbf {a} +\mu \mathbf {a} }.
Теорема 1. Закон переместительности. Произведение вектора на число не изменяется при перестановке сомножителей:
{\displaystyle \lambda \mathbf {a} =\mathbf {a} \lambda .}
Доказательство. По определению произведение вектора на число равно произведению числа на вектор, обе эти операции тождественны.
Теорема 2. Закон сочетательности для числовых множителей. Последовательное произведение вектора на несколько чисел равно произведению вектора на произведение чисел:
{\displaystyle \lambda (\mu \mathbf {a} )=(\lambda \mu )\mathbf {a} .}
Векторы {\displaystyle \lambda (\mu \mathbf {a} ),(\lambda \mu )\mathbf {a} } обладают свойствами:
- имеют одинаковые направления:

- если числа {\displaystyle \lambda } и {\displaystyle \mu } одного знака, то оба вектора сонаправлены с вектором {\displaystyle \mathbf {a} };
- если числа {\displaystyle \lambda } и {\displaystyle \mu } разных знаков, то оба вектора противоположно направлены вектору {\displaystyle \mathbf {a} };

- имеют одинаковые модули:

{\displaystyle |\lambda (\mu \mathbf {a} )|=|\lambda ||\mu \mathbf {a} |=|\lambda ||\mu ||\mathbf {a} |;}
{\displaystyle |(\lambda \mu )\mathbf {a} |=|\lambda \mu ||\mathbf {a} |=|\lambda ||\mu ||\mathbf {a} |.}
Следовательно, векторы
{\displaystyle \lambda (\mu \mathbf {a} )} и {\displaystyle (\lambda \mu )\mathbf {a} }
равны как имеющие одинаковые направления и модули.
Теорема 3. Закон двоякой распределительности. Почленно можно вычислять произведения сумм:
- векторов на число (закон распределительности числового сомножителя относительно суммы векторов[1]):

{\displaystyle (\mathbf {a} +\mathbf {b} )\lambda =\mathbf {a} \lambda +\mathbf {b} \lambda };
- чисел на вектор (закон распределительности векторного сомножителя относительно суммы чисел[1])[6]:

{\displaystyle (\lambda +\mu )\mathbf {a} =\lambda \mathbf {a} +\mu \mathbf {a} }.
1. Построим треугольники:
- {\displaystyle PQR} со сторонами {\displaystyle \mathbf {a} ,\mathbf {b} ,\mathbf {a} +\mathbf {b} };
- {\displaystyle P'Q'R'} со сторонами {\displaystyle \lambda \mathbf {a} ,\lambda \mathbf {b} ,\lambda \mathbf {a} +\lambda \mathbf {b} }.

Эти треугольники подобны, поскольку их стороны {\displaystyle PQ,QR} и {\displaystyle P'Q',Q'R'} соответственно параллельны и  пропорциональны:
{\displaystyle {\frac {P'Q'}{PQ}}={\frac {Q'R'}{QR}}=\lambda }.
Следовательно, третьи стороны треугольников также параллельны и их отношение также равно {\displaystyle \lambda }, то есть первый закон распределительности доказан:
{\displaystyle \lambda \mathbf {a} +\lambda \mathbf {b} =\lambda (\mathbf {a} +\mathbf {b} )a}.
Рисунок справа сделан для положительного {\displaystyle \lambda }. При отрицательном {\displaystyle \lambda } направления всех трёх сторон треугольника {\displaystyle P'Q'R'} меняются на противоположные и доказательство остаётся справедливым.
2. Рассмотрим два случая, определяемые знаком суммы чисел {\displaystyle \lambda +\mu }:
- {\displaystyle \lambda +\mu >0}. Тогда векторы

{\displaystyle (\lambda +\mu )\mathbf {a} } и {\displaystyle \lambda \mathbf {a} +\mu \mathbf {a} }
сонаправлены и их модули равны, поскольку
{\displaystyle |(\lambda +\mu )\mathbf {a} |=|\lambda +\mu ||\mathbf {a} |=\lambda |\mathbf {a} |+\mu |\mathbf {a} |},
{\displaystyle |\lambda \mathbf {a} +\mu \mathbf {a} |=\lambda |\mathbf {a} |+\mu |\mathbf {a} |},
то есть в этом случае второй закон распределительности доказан:
{\displaystyle (\lambda +\mu )\mathbf {a} =\lambda \mathbf {a} +\mu \mathbf {a} };
- {\displaystyle \lambda +\mu <0}. Тогда {\displaystyle -\lambda -\mu >0}, и по доказанному в первом случае

{\displaystyle (-\lambda -\mu )\mathbf {a} =-\lambda \mathbf {a} +(-\mu \mathbf {a} )}.
После умножения обеих частей последнего равенства на {\displaystyle -1} получаем:
{\displaystyle (\lambda +\mu )\mathbf {a} =\lambda \mathbf {a} +\mu \mathbf {a} },
то есть и во втором случае второй закон распределительности доказан.
Доказанная формула закона распределительности числового сомножителя относительно суммы векторов
{\displaystyle (\mathbf {a} +\mathbf {b} )\lambda =\mathbf {a} \lambda +\mathbf {b} \lambda };
верна и для нескольких векторов:
{\displaystyle (\mathbf {a} _{1}+\mathbf {a} _{2}+\cdots +\mathbf {a} _{n})\lambda =\mathbf {a} _{1}\lambda +\mathbf {a} _{2}\lambda +\cdots +\mathbf {a} _{n}\lambda }.

## Деление векторов

### Деление вектора на число
Деление вектора на число — первая операция, обратная умножению вектора на число, ставящая в соответствие вектору и числу другой коллинеарный вектор — частное вектора и числа. Другими словами, по произведению вектора на число и числу определяется вектор-сомножитель. При этом частное {\displaystyle \mathbf {a} :\lambda \equiv {\frac {\mathbf {a} }{\lambda }}} — это второй вектор {\displaystyle \mathbf {b} ={\frac {\mathbf {a} }{\lambda }}} такой, что {\displaystyle \lambda \mathbf {b} =\mathbf {a} }.
Частное вектора и числа определяется умножением вектора на обратное число:
{\displaystyle {\frac {\mathbf {a} }{\lambda }}={\frac {1}{\lambda }}\mathbf {a} }.

### Деление вектора на вектор
Деление вектора на вектор, причём второй вектор ненулевой, — вторая операция, обратная умножению вектора на число, ставящая в соответствие двум коллинеарным векторам, причём второй вектор ненулевой, число — частное, или отношение, двух коллинеарных векторов. Другими словами, по произведению ненулевого вектора на число и второму коллинеарному вектору определяется число-сомножитель. При этом частное {\displaystyle \mathbf {a} :\mathbf {b} \equiv {\frac {\mathbf {a} }{\mathbf {b} }}} — это число {\displaystyle \lambda ={\frac {\mathbf {a} }{\mathbf {b} }}} такое, что {\displaystyle \lambda \mathbf {b} =\mathbf {a} }.
Частное, или отношение, {\displaystyle {\frac {\mathbf {a} }{\mathbf {b} }}} двух коллинеарных векторов {\displaystyle \mathbf {a} } и {\displaystyle \mathbf {b} }, причём второй вектор ненулевой, вычисляется следующим образом:
- {\displaystyle |\lambda |=\left|{\frac {\mathbf {a} }{\mathbf {b} }}\right|={\frac {|\mathbf {a} |}{|\mathbf {b} |}}};
- {\displaystyle \lambda >0}, если векторы {\displaystyle \mathbf {a} } и {\displaystyle \mathbf {b} } сонаправлены, {\displaystyle \lambda <0}, если векторы {\displaystyle \mathbf {a} } и {\displaystyle \mathbf {b} } противоположно направлены, и {\displaystyle \lambda =0}, если {\displaystyle \mathbf {a} =\mathbf {0} }.

Частное равных векторов равно 1. Два вектора взаимно противоположны, если их частное равно −1, тогда их можно обозначить {\displaystyle \mathbf {a} } и {\displaystyle -\mathbf {a} }. Частное нулевого вектора и любого другого ненулевого равно нулю. Частное любого вектора и нулевого не определено. Если {\displaystyle {\frac {\mathbf {a} }{\mathbf {c} }}={\frac {\mathbf {b} }{\mathbf {c} }}}, то {\displaystyle \mathbf {a} =\mathbf {b} }.
Для любых трёх векторов {\displaystyle \mathbf {a} }, {\displaystyle \mathbf {b} } и {\displaystyle \mathbf {c} }, причём векторы {\displaystyle \mathbf {b} } и {\displaystyle \mathbf {c} } ненулевые, выполняется следующее равенство:
{\displaystyle {\frac {\displaystyle {\frac {\mathbf {a} }{\mathbf {c} }}}{\displaystyle {\frac {\mathbf {b} }{\mathbf {c} }}}}={\frac {\mathbf {a} }{\mathbf {c} }}{\frac {\mathbf {c} }{\mathbf {b} }}={\frac {\mathbf {a} }{\mathbf {b} }}}.
Деление вектора на вектор используется при разложении вектора в одномерном случае.

## Разложение вектора
Геометрическое вычитание векторов — операция, обратная геометрическому сложению векторов. Кроме неё, обратной операцией к сложению векторов является геометрическое разложение вектора, или просто разложение вектора — операция представления данного вектора в виде замыкающей нескольких векторов. Геометрически строится ломаная линия, которую замыкает данный вектор. Но так эту операцию определить нельзя, и чтобы её определить, нужно наложить на геометрические слагаемые определённые условия, которые рассматриваются в следующих трёх разделах.

### Одномерный случай

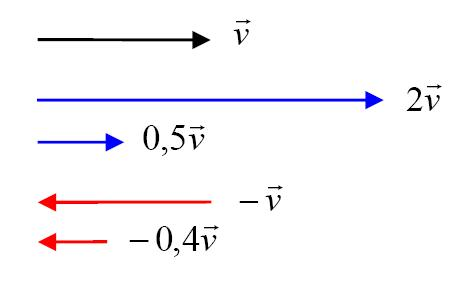
Умножение вектора на положительные (синие) и отрицательные (красные) числа: частное синих векторов и чёрного вектора равны 2 и 0,5; частные красных векторов и чёрного вектора равны –1 и –0,4

Векторы Если векторы {\displaystyle \mathbf {a} } и {\displaystyle \mathbf {b} } связаны соотношением
{\displaystyle \mathbf {a} =\lambda \mathbf {b} },
то они коллинеарны. Обратное утверждение также справедливо по следующей теореме.
Теорема 4. Разложение вектора по одному коллинеарному вектору. Любой вектор {\displaystyle \mathbf {a} } можно единственным образом выразить через коллинеарный вектор {\displaystyle \mathbf {b} }:
{\displaystyle \mathbf {a} =\lambda \mathbf {b} },
где {\displaystyle \lambda ={\frac {\mathbf {a} }{\mathbf {b} }}} — число, которые вычисляется так, как показано в предыдущем разделе Деление векторов.
Рассмотрим случай равенства единице модуля одного из коллинеарных векторов, то есть когда этот вектор единичный, или орт. Орт вектора {\displaystyle \mathbf {a} } обозначают {\displaystyle \mathbf {a} ^{0}} или {\displaystyle \mathbf {a} _{1}}.
Орт вектора {\displaystyle \mathbf {a} ^{0}={\frac {\mathbf {a} }{|\mathbf {a} |}}} называется также направлением вектора.
Теорема 5. Любой вектор равен произведению его орта на его модуль, другими словами, умножение орта вектора на его модуль даёт сам вектор:
{\displaystyle \mathbf {a} =|\mathbf {a} |\mathbf {a} ^{0}}.
Эта формула замечательна тем, что в ней оба элемента, которые характеризуют вектор, разделены:
- модуль вектора {\displaystyle |\mathbf {a} |};
- направление вектора {\displaystyle \mathbf {a} ^{0}}.

### Двумерный случай

Разложение вектора по двум векторам

Если два вектора {\displaystyle \mathbf {a} } и {\displaystyle \mathbf {b} } не коллинеарны, то третий вектор — сумма векторов
{\displaystyle \mathbf {c} =\lambda \mathbf {a} +\mu \mathbf {b} }
будет всегда параллелен плоскости, которую определяют векторы {\displaystyle \mathbf {a} } и {\displaystyle \mathbf {b} }, то есть эти три вектора компланарны, так как геометрическая сумма векторов, лежащих в одной плоскости, лежит в той же плоскости. Обратное утверждение также справедливо, как показывает следующая теорема.
Теорема 6. Разложение вектора по двум неколлинеарным векторам, если все три вектора компланарны. Любой вектор {\displaystyle \mathbf {c} } единственным способом выражается через неколлинеарные ненулевые векторы {\displaystyle \mathbf {a} } и {\displaystyle \mathbf {b} }, компланарные исходному:
{\displaystyle \mathbf {c} =\lambda \mathbf {a} +\mu \mathbf {b} }.
Отложим все три компланарных вектора {\displaystyle \mathbf {a} }, {\displaystyle \mathbf {b} } и {\displaystyle \mathbf {c} } от одной и той же точки {\displaystyle O} (см. рисунок справа вверху). Через конец {\displaystyle C} вектора {\displaystyle \mathbf {c} } проведём прямые {\displaystyle CE} и {\displaystyle CD}, параллельные соответственно векторам {\displaystyle \mathbf {a} } и {\displaystyle \mathbf {b} }, то есть соответственно прямым {\displaystyle OA} и {\displaystyle OB}. Тогда вектор {\displaystyle \mathbf {c} } окажется геометрической суммой двух векторов {\displaystyle \lambda \mathbf {a} } и {\displaystyle \mu \mathbf {b} }, коллинеарных соответственно векторам {\displaystyle \mathbf {a} } и {\displaystyle \mathbf {b} }. В итоге получим искомое разложение вектора {\displaystyle \mathbf {c} } по векторам {\displaystyle \mathbf {a} } и {\displaystyle \mathbf {b} }.
Докажем от противного, что это разложение единственное. Пусть имеется два разных разложения
{\displaystyle \mathbf {c} =\lambda \mathbf {a} +\mu \mathbf {b} },
{\displaystyle \mathbf {c} =\lambda '\mathbf {a} +\mu '\mathbf {b} },
тогда после вычитания этих равенств получим:
{\displaystyle \mathbf {0} =(\lambda -\lambda ')\mathbf {a} +(\mu -\mu ')\mathbf {b} },
откуда
{\displaystyle \lambda -\lambda '=\mu -\mu '=0},
то есть
{\displaystyle \lambda =\lambda ',\quad \mu =\mu '},
а это противоречит тому, что два исходных разложения разные.
А если, например, {\displaystyle \lambda -\lambda '\neq 0}, то тогда из уравнения
{\displaystyle \mathbf {0} =(\lambda -\lambda ')\mathbf {a} +(\mu -\mu ')\mathbf {b} }
следует равенство
{\displaystyle \mathbf {a} =-{\frac {\mu -\mu '}{\lambda -\lambda '}}\mathbf {b} },
то есть либо векторы {\displaystyle \mathbf {a} } и {\displaystyle \mathbf {b} } коллинеарны, либо {\displaystyle \mathbf {a} =\mathbf {0} }, что противоречит условию.

Векторное уравнение прямой

Теорема 7. Уравнение прямой. Уравнение прямой, проходящей через заданную точку {\displaystyle A} с радиус-вектором {\displaystyle \mathbf {a} ={\overrightarrow {OA}}} и параллельной заданному вектору {\displaystyle \mathbf {b} ={\overrightarrow {OB}}}, задаётся следующим радиус-вектором произвольной точки прямой {\displaystyle C}:
{\displaystyle {\overrightarrow {OC}}=\mathbf {c} =\mathbf {a} +\mu \mathbf {b} }.
Другими словами, радиус-вектор {\displaystyle {\overrightarrow {OC}}=\mathbf {c} } произвольной точки {\displaystyle C} заданной прямой (относительно произвольной фиксированной точки {\displaystyle O}) разлагается на сумму радиус-вектора {\displaystyle \mathbf {a} ={\overrightarrow {OA}}} заданной точки {\displaystyle A} прямой и направляющего вектора {\displaystyle \mathbf {b} } прямой с числовым коэффициентом {\displaystyle \mu }.
Доказательство. Рассмотрим вектор {\displaystyle {\overrightarrow {AC}}}:
{\displaystyle {\overrightarrow {AC}}=\mathbf {c} -\mathbf {a} =\mu \mathbf {b} },
следовательно, вектор {\displaystyle {\overrightarrow {AC}}} коллинеарен вектору {\displaystyle \mathbf {b} }, и точка {\displaystyle C} всегда находится на прямой, параллельной вектору {\displaystyle \mathbf {b} } и проходящей через точку {\displaystyle A}.

### Трёхмерный случай
Теорема 8. Разложение вектора по трём некомпланарным векторам. Любой вектор {\displaystyle \mathbf {d} } трёхмерного пространства единственным способом выражается через некомпланарные ненулевые векторы {\displaystyle \mathbf {a} ,\mathbf {b} ,\mathbf {c} }:
{\displaystyle \mathbf {d} =\lambda \mathbf {a} +\mu \mathbf {b} +\nu \mathbf {c} }.
Координаты вектора — числовые коэффициенты {\displaystyle \lambda ,\mu ,\nu } вектора {\displaystyle \mathbf {d} } относительно {\displaystyle \mathbf {a} ,\mathbf {b} ,\mathbf {c} }.
Доказательство 1. Используется правило параллелепипеда сложения векторов. Отложим все четыре вектора {\displaystyle \mathbf {a} }, {\displaystyle \mathbf {b} }, {\displaystyle \mathbf {c} } и {\displaystyle \mathbf {d} } от одной и той же точки {\displaystyle O}. Через конец {\displaystyle D} вектора {\displaystyle \mathbf {d} } проведём три плоскости, параллельные граням трёхгранного угла, образованного тремя некомпланарными векторами {\displaystyle \mathbf {a} }, {\displaystyle \mathbf {b} } и {\displaystyle \mathbf {c} }. Тогда {\displaystyle \mathbf {d} } есть геометрическая сумма {\displaystyle \lambda \mathbf {a} }, {\displaystyle \mu \mathbf {b} } и {\displaystyle \nu \mathbf {c} }, коллинеарных соответственно {\displaystyle \mathbf {a} }, {\displaystyle \mathbf {b} } и {\displaystyle \mathbf {c} }. Имеем искомое разложение вектора {\displaystyle \mathbf {d} } по векторам {\displaystyle \mathbf {a} }, {\displaystyle \mathbf {b} } и {\displaystyle \mathbf {c} }.
Это разложение единственное. От противного. Пусть имеется два разных разложения
{\displaystyle \mathbf {d} =\lambda \mathbf {a} +\mu \mathbf {b} +\nu \mathbf {c} },
{\displaystyle \mathbf {d} =\lambda '\mathbf {a} +\mu '\mathbf {b} +\nu '\mathbf {c} },
после вычитания:
{\displaystyle \mathbf {0} =(\lambda -\lambda ')\mathbf {a} +(\mu -\mu ')\mathbf {b} +(\nu -\nu ')\mathbf {c} },
откуда
{\displaystyle \lambda -\lambda '=\mu -\mu '=\nu -\nu '=0},
то есть
{\displaystyle \lambda =\lambda ',\quad \mu =\mu ',\quad \nu =\nu '},
а это противоречит тому, что два исходных разложения разные.
А если, например, {\displaystyle \lambda -\lambda '\neq 0}, то тогда из
{\displaystyle \mathbf {0} =(\lambda -\lambda ')\mathbf {a} +(\mu -\mu ')\mathbf {b} +(\nu -\nu ')\mathbf {c} }
следует
{\displaystyle \mathbf {a} =-{\frac {\mu -\mu '}{\lambda -\lambda '}}\mathbf {b} -{\frac {\nu -\nu '}{\lambda -\lambda '}}\mathbf {c} },
то есть либо векторы {\displaystyle \mathbf {a} }, {\displaystyle \mathbf {b} } и {\displaystyle \mathbf {c} } компланарны, либо {\displaystyle \mathbf {a} =\mathbf {0} }, что противоречит условию.
Доказательство 2. Используется правило многоугольника сложения векторов. Отложим все четыре вектора {\displaystyle \mathbf {a} }, {\displaystyle \mathbf {b} }, {\displaystyle \mathbf {c} } и {\displaystyle \mathbf {d} } от одной и той же точки {\displaystyle O}. Через конец {\displaystyle R} вектора {\displaystyle \mathbf {d} } проведём прямую, параллельную вектору {\displaystyle \mathbf {c} } и пересекающуюся с плоскостью векторов {\displaystyle \mathbf {a} } и {\displaystyle \mathbf {b} } в точке {\displaystyle \mathbf {Q} }. Через {\displaystyle \mathbf {Q} } проведём ещё одну прямую, параллельную {\displaystyle \mathbf {b} } и пересекающуюся с прямой вектора {\displaystyle \mathbf {a} } в точке {\displaystyle \mathbf {P} }. Получаем, что
{\displaystyle \mathbf {d} ={\overrightarrow {OP}}+{\overrightarrow {PQ}}+{\overrightarrow {QR}}},
но {\displaystyle {\overrightarrow {OP}}}, {\displaystyle {\overrightarrow {PQ}}} и {\displaystyle {\overrightarrow {QR}}} коллинеарны соответственно {\displaystyle \mathbf {a} }, {\displaystyle \mathbf {b} } и {\displaystyle \mathbf {c} }, следовательно,
{\displaystyle {\overrightarrow {OP}}=\lambda \mathbf {a} }, {\displaystyle {\overrightarrow {PQ}}=\mu \mathbf {b} } и {\displaystyle {\overrightarrow {QR}}=\nu \mathbf {c} },
откуда
{\displaystyle \mathbf {d} =\lambda \mathbf {a} +\mu \mathbf {b} +\nu \mathbf {c} },
что и требовалось получить.
Пусть имеется два разложения
{\displaystyle \mathbf {d} =\lambda \mathbf {a} +\mu \mathbf {b} +\nu \mathbf {c} },
{\displaystyle \mathbf {d} =\lambda '\mathbf {a} +\mu '\mathbf {b} +\nu '\mathbf {c} },
после вычитания:
{\displaystyle \mathbf {0} =(\lambda -\lambda ')\mathbf {a} +(\mu -\mu ')\mathbf {b} +(\nu -\nu ')\mathbf {c} },
но поскольку {\displaystyle \mathbf {a} }, {\displaystyle \mathbf {b} } и {\displaystyle \mathbf {c} } некомпланарны по условию, то
{\displaystyle \lambda -\lambda '=\mu -\mu '=\nu -\nu '=0},
то есть
{\displaystyle \lambda =\lambda ',\quad \mu =\mu ',\quad \nu =\nu '},
следовательно, оба разложения совпадают между собой.

### Комментарии
1. 1 2 3 4 5 6  Имеется перевод на английский язык.